# Hisonotus luteofrenatus
Hisonotus luteofrenatus är en fiskart som beskrevs av Heraldo A. Britski och Julio C. Garavello 2007. Hisonotus luteofrenatus ingår i släktet Hisonotus och familjen Loricariidae. Inga underarter finns listade i Catalogue of Life.